# Recàrrega d'aigüa subterrània

Balanç hídric.

La recàrrega d'aigua subterrània, drenatge profund o percolació profunda és un procés hidrològic on l'aigua es desplaça des de l'aigua superficial a la subterrània. Aquest procés normalment ocorre en la zona vadosa sota les arrels de les plantes i sovint s'expressa com un flux cap a la superfície del mantell freàtic. La recàrrega ocorre tant de manera natural (mitjançant el cicle de l'aigua) i per processos antropogènics (és a dir., "recàrrega d'aigua subterrània artificial"), en la qual l'aigua de pluja o portada d'altres llocs és conduïda a sota de la superfície.
La recàrrega natural es fa per la pluja i la neu fosa i en menor mesura per les aigües superficials (rius i llacs). En part aquesta recàrrega es veu impedida per activitats humanes com la de pavimentar i el desenvolupament urbanístic. Aquestes activitats poden fer que s'incrementi l'escorrentia de superfície i es redueix la recàrrega. Rambé l'ús d'aigües subterrànies, especialment la irrigació, pot fer baixar les capes freàtiquues. La recàrrega d'aigua subterrània és un procés important per una gestió sostenible de l'aigua subterrània donat que la taxa del volum d'aigua extret d'un aqüífer a llarg termini podria ser menor o igual al volum d'aigua amb què es recarrega.
A l'Índia la recàrrega artificial d'aigua subterrània cada vegada ha esdevingut més important donat que, en molts llocs, es va bombar aigua subterrània en excés esgotant les reserves d'aigua subterrània El 2007 el govern de l'Índia va dedicar 400milions de dòl·lars per a projectes de recàrrega.
La recàrrega pot desplaçar les sals en excés de les arrels de les plantes cap capes més per sota o dins el sistema d'aigües subterrànies.

## Mètodes d'estimació
Les taxes de recàrrega d'aigua subterrània són difícils de quantificar, ja que altres processos relacionats com evaporació, transpiració (o evapotranspiració) i infiltració han de ser primer mesurats o estimats per a determinar el balanç.
- Mètodes físics: fan servir els principis de la física del sòl per a estimar la recàrrega, poden ser directes o indirectes.
- Mètodes químics fan servir substàncies solubles en aigua relativament inerts com a traçadors isotòpics o clor[1] que es mouen a través del sòl, quan hi ha drenatge profund.
- Mètodes numèrics: fa servir l'anàlisi numèrica generalment usant dades de clima i de sòl.